# 879.
◄ | 8. stoljeće | 9. stoljeće | 10. stoljeće | ►
◄ | 840-ih | 850-ih | 860-ih | 870-ih | 880-ih | 890-ih | 900-ih | ►
◄◄ | ◄ | 876. | 877. | 878. | 879. | 880. | 881. | 882. | ► | ►►
Astronomija • Književnost • Kršćanstvo • Pravo • Promet

## Događaji
- 21. svibnja. – Papa Ivan VIII. na misi je blagoslovio kneza Branimira, hrvatski narod i zemlju

## Vanjske poveznice
|  | Zajednički poslužitelj ima još gradiva o temi 879. |